# Vampirski ligenj
Vampirski ligenj (znanstveno ime Vampyroteuthis infernalis) je majhen globokomorski glavonožec, ki prebiva v zmerno toplih in tropskih predelih. Je edini preživeli predstavnik reda Vampyromorphida, tako da kljub imenu ne spada v red lignjev.

## Telesne značilnosti
V dolžino zraste največ do 30 cm, samo telo je dolgo 15 cm in je obarvano žametno črno do bledo rdečkasto, kar je med drugim odvisno od mesta prebivanja in umetne osvetljave med opazovanjem živali. Med osmimi lovkami je napeta tanka koža, tako da ima sprednji del telesa videz »plašča«. Oči so obarvane rdeče ali modro, kar je zopet odvisno od umetne osvetljave. Eden od parov lovk je tekom razvoja zakrnel in se preobrazil v par nitastih lovk, ki delujeta kot čutilo za dotik (taktilni organ). Zaradi tega se vampirskega lignja uvršča v poseben red Vampyromorphida in ne med lignje, navkljub imenu. Premika se s pomočjo para plavuti, ki se nahajata na zgornji strani telesa.
Po temni obarvanosti telesa, sprednjemu dela telesa, ki spominja na plašč, in rdeče obarvanih očeh je vampirski ligenj tudi dobil svoje ime. 
Vampirski ligenj ima na telesu dobro razvite fotofore, svetlobne organe, ki so sposobni oddajati lastno svetlobo; fenomen je znan pod imenom bioluminiscenca in je prisoten pri mnogih glavonožcih, predvsem pri lignjih. Ti organi so še posebej dobro razviti na koncih lovk in bazi plavuti. Za obrambo pred plenilci izloča mešanico luminiscenčnih kemičnih spojin ali bakterijskega mulja, podobno kakor uporabljajo drugi mehkužci črnilo za pobeg pred plenilci. Kromatofore so slabo razvite, vendar tovrstna kamuflaža zaradi globine bivanja nima velikega pomena.

## Življenjski prostor in način življenja
Vampirski ligenj prebiva v afotičnem, tj. neosvetljenem delu oceanov na globinah od 600-900 m ali celo več, do 3.000 m. V tem območju je nasičenost vode s kisikom zelo nizka zaradi aerobne bakterijske razgradnje organskih delcev in posledične porabe kisika. Kljub temu vampirski ligenj lahko prebiva v okolju, kjer je nasičenost kisika komajda 3 %. To mu omogoča nizka presnovna (metabolna) aktivnost, ki je med vsemi glavonožci najnižja. V primerjavi z ostalimi glavonožci hemocianin, dihalni pigment, ki po krvi prenaša kisik, učinkoviteje veže in prenaša kisik po krvi, poleg tega je površina škrg dosti večja, s čimer je izmenjava dihalnih plinov olajšana.
Kljub šibkemu mišičju se brez težav premika in ohranja plovnost zaradi dovršenih statocist, s katerimi zaznava ravnotežje, in želatinastega opornega tkiva, bogatega z amonijakom zaradi izenačenja gostote telesa z obdajajočo morsko vodo.
V nasprotju z ostalimi glavonožci, ki so plenilski organizmi, se vampirski ligenj hrani s t. i. morskim snegom, tj. organskim drobirjem, razpadajočimi delci odmrlih živali in planktonom.
V primeru kontakta s plenilcem, ki ga zazna predvsem s preobraženima taktilnima lovkama, je zmožen hitrega premikanja, tudi do dvakratne dolžine telesa na sekundo. Intenzivna aktivnost lignja sicer hitro izčrpa zaradi šibkega mišičja, tako da mora pri obrambi uporabljati različne taktike, med drugim uporabo svetlečih koncev lovk, ki jih dvigne in zbere skupaj nad telesom, nenadne gibe in izločanje obrambnega svetlečega mulja. Poleg tega lahko izviha sprednji del plašča, s čimer navidezno poveča telo in pokaže trnaste izrastke (cirije), ki so sicer nenevarni.